# Контрада Скало Феровијарио (Кампобасо)
Контрада Скало Феровијарио је насеље у Италији у округу Кампобасо, региону Молизе.
Према процени из 2011. у насељу је живело 49 становника. Насеље се налази на надморској висини од 812 м.